# 再議
再議是刑事訴訟上，告訴人針對緩起訴或不起訴處分、被告針對撤銷緩起訴處分所為，聲明不服的救濟程序。

## 台灣
當檢察官對被告做出不起訴或緩起訴處分時，告訴人可以在10日內經由原檢察官向直接上級法院檢察署檢察長聲請再議。若案件無告訴人，且被告所犯之罪為重罪時，依法檢察官應將案件送交直接上級法院檢察署檢察長再議，稱為職權再議。
被告之緩起訴處分經撤銷者，亦可經由原檢察官向直接上級法院檢察署檢察長聲明再議。